# Väpnad styrka
En väpnad styrka är en organisation med vapen och potential att delta i krig och väpnad konflikt. Väpnade styrkor indelas vanligen i militär, som står direkt under statens organisation och befäl, och paramilitär, som omfattar alla andra typer av väpnade styrkor, såsom polis och gerilla.